# Кузьміна Анастасія Володимирівна
Анастасі́я Володи́мирівна Кузьміна́ (Шипу́ліна) (рос. Анастасия Владимировна Кузьмина; словац. Anastasia Kuzminová; нар. 28 серпня 1984, Тюмень, СРСР) — словацька біатлоністка російського походження, триразова олімпійська чемпіонка, чемпіонка світу, неодноразова переможниця континентальних першостей і чемпіонатів світу серед юніорів, майстер спорту міжнародного класу. Срібна призерка чемпіонату світу 2009 року в мас-старті, дворазова чемпіонка Європи 2009 року. 
Кузьміна визнавалася найкращою спортсменкою Словаччини 2010, 2014 і 2018 років. 2019 року вона завершила спортивну кар'єру.

## Життєпис
Біатлоном Анастасія почала займатися у 1999 році під керівництвом тренера Сергія Шестова. Закінчила Тюменський юридичний інститут МВС Росії.  За збірну Росії на етапах Кубка світу виступала в сезонах 2005—2006, 2006—2007. 
З сезону 2008/2009 виступала за Словаччину. Здобула для Словаччини першу олімпійську медаль у біатлоні й першу золоту медаль на Зимових Олімпійських іграх.

## Сім'я
Молодший брат — Антон Шипулін (нар. 1987), чемпіон Олімпійських ігор, чемпіон і призер чемпіонатів світу в складі збірної Росії. 
У 2007 році одружилася з ізраїльським лижником Даніелем Кузьміним. Переїхала з чоловіком в Словаччину, живе і тренується в Банській-Бистриці.
В 2007 році народила сина Єлисея. 12 липня 2015 року народила доньку Олівію.
Захоплення — кулінарія, музика.

## Спортивні досягнення
Олімпійські ігри
 2010 Ванкувер Спринт 7.5 км, Жінки — 1 місце
 2014 Сочі Спринт 7.5 км, Жінки — 1 місце
 2018 Пхьончхан, Спринт 7,5 км, Жінки — 2 місце
 2018 Пхьончхан, Гонка переслідування 10 км, Жінки — 2 місце
 2010 Ванкувер Гонка переслідування 10 км, Жінки — 2 місце

Чемпіонат світу
 2009 Пхьончхан Массстарт 12.5 км, Жінки — 2 місце
 2011 Ханти-Мансійськ Спринт 7.5 км, Жінки — 3 місце
Юніорський чемпіонат світу
 2005 Контіолахті Юніорки, Естафета, 3х6 км — 1 місце
 2003 Косьцелісько Дівчата, Естафета, 3х6 км — 1 місце
 2004 От-Марьєн Юніорки, Естафета, 3х6 км — 2 місце
 2003 Косьцелісько Дівчата, Гонка переслідування, 7.5 км — 2 місце
 2003 Косьцелісько Дівчата, Індивідуальна гонка, 10 км — 2 місце
 2002 Ріднау-валь Ріданна Дівчата, Естафета, 3х6 км — 2 місце
 2005 Контіолахті Юніорки, Спринт, 7.5 км — 3 місце
Чемпіонат Європи
 2009 Уфа Спринт 7.5 км, Жінки — 1 місце
 2009 Уфа Гонка переслідування 10 км, Жінки — 1 місце
 2005 Новосибірськ Юніорки, Гонка переслідування, 10 км — 1 місце
 2004 Мінськ Юніорки, Естафета, 3х6 км — 1 місце
 2005 Новосибірськ Юніорки, Спринт, 7.5 км — 2 місце
 2004 Мінськ Юніорки, Гонка переслідування, 10 км — 2 місце
Кубок світу
 2010 Гохфільцен Спринт 7.5 км, Жінки — 1 місце
 2011 Голменколлен Гонка переслідування 10 км, Жінки — 1 місце
 2013 Антерсельва Спринт 7.5 км, Жінки — 1 місце
 2010 Поклюка Спринт 7.5 км, Жінки — 2 місце
 2011 Антерсельва Спринт 7.5 км, Жінки — 2 місце
 2012 Антерсельва Масстарт 12.5 км, Жінки — 2 місце
 2013 Голменколлен Мас-старт 12.5 км, Жінки — 2 місце
 2013 Сочі Спринт 7.5 км, Жінки — 2 місце
 2013 Естерсунд Індивідуальна гонка 15 км, Жінки — 2 місце
 2009 Поклюка Індивідуальна гонка 15 км, Жінки — 3 місце
 2010 Ханти-Мансійськ Масстарт 12.5 км, Жінки — 3 місце
 2012 Контіолахті Змішана естафета — 3 місце
 2013 Голменколлен Спринт 7.5 км, Жінки — 3 місце
 2013 Голменколлен Гонка переслідування 10 км, Жінки — 3 місце

## Кубок світу
за Словаччину
- 2008/09 — 30-е місце (290 очок)
- 2009/10 — 20 -е місце (443 очка)
- 2010/11 — 9-е місце(708 очок)
- 2011/12 — 10 -е місце (721 очок)
- 2012/13 — 7-е місце (769 очок)
- 2013/14 — 6-е місце(607 очок)
- 2016/17 — 40 -е місце (176 очок)
- 2017/18 — 2-е місце (819 очок)
- 2018/19 — 3-є місце (870 очок)
- Дебют в Кубку світу — 7 січня 2006 року в спринтерській гонці в Обергофі — 63 місце.
- Перше попадання в очкову зону — 29 листопада 2006 року 13 місце в індивідуальній гонці в Естерсунді.
- Перший подіум — 22 листопада 2009 року 2  місце в масстарті на чемпіонаті світу в корейському Пхьончхані.
- Перша перемога — 13 лютого 2010 року в спринтерській гонці на XXI Зимових Олімпійських іграх в Ванкувері.

За підсумками сезону 2018—2019 Кузьміна здобула  малий кришталевий глобус у заліку спринтів.